# Église Saint-Jean d'Arsus
Pour les articles homonymes, voir église Saint-Jean.
L'église Saint-Jean d'Arsus est une église romane située à  Boule-d'Amont, dans le département français des Pyrénées-Orientales.